# Демчук Анатолій Васильович
Демчук Анатолій Васильович — артист української естради розмовного жанру.
Заслужений артист України (1995), Народний артист України (2001), Народний Герой України (2023) . 

## Життєпис
Народився 3 березня 1958 року у селі Загірці Лановецького району Тернопільської області. 
Після закінчення школи в 1975 р. районною радою був направлений в Теребовлянське культурно-освітнє училище (театральне відділення). У 1982 році закінчив Київське державне училище естрадно-циркового мистецтва (артист естради). У 1980–1982 рр. – працює артистом Київської філармонії та Укрконцерту.
У 1982–1990 рр. А.В.Демчук  – артист Запорізької обласної філармонії. З 1990 році – артист Київконцерту.
З 1997–2015 рр. – він очолював творчу Агенцію «Усмішка».
У 2014 році – закінчив режисерське відділення Національної академії керівних кадрів культури і мистецтв.
Майстерне володіння словом та мімікою, природний темперамент, вокальні та акторські дані сприяли визнанню артиста в Україні та за кордоном, зокрема в Америці, Голландії, Франції, Німеччині та інших країнах. 

## Робота на радіо, телебаченні та інші досягнення
А. В. Демчуку належать радіопрограми «Усмішка з А. Демчуком», «Радіо-кафе усмішка» та телевізійна авторська програма «Усмішка», де були відзняті програми, присвячені творчості Тарапуньки і Штепселя (Юрія Тимошенка та Юхима Березіна), Степана Олійника, Андрія Сови, Павла Глазового та інших корифеїв українського гумору, які згодом стали фондовими.  
Перу маестро А. Демчука належать інтермедії «Засідання парламенту», «Секретарка», «Хай, Машуня», «Кричати всякий може», «Найкращий жебрак у світі», «Я бачу, не глухий», «Записки з дурдому», «Хто сміється – в того все розсосеться» та інші.  
У творчому доробку майстра велика скарбниця творів сучасного гумору, яка зібрана в аудіоальбомах «Усміхніться», «Гумористичне шоу», «Страшне, смішне та веселе», «Сеанс сміхотерапії», «Український пересмішник». 
А. В. Демчук, – Народний герой України, , автор інтермедій, пісень та бувальщин. З 2019 р. – член спілки письменників України. Лауреат літературної премії імені С. Олійника. Автор видань «Український пересмішник», «Сторінки історії». Його мистецтво є свідченням неординарної творчої тала-новитої особистості, людини-патріота, члена Гельсинської спілки з 1977 року, учасника Революції Гідності 2014 р.  
Книги Анатолія Демчука користуються успіхом у широких верств населення народу України, а воїни ЗСУ називають його збірку «Страшне, смішне і веселе» «захалявником», оскільки вона легко вміщається в халявку берців. 
Народний гумор та бувальщини українського пересмішника позитивно впливають на лікування наших воїнів у госпіталях та центрах реабілітації ЗСУ. 
Такі пісні, як «Козацька слава», «Марш ЗСУ», «Батьківський поріг» подобаються нашим захисникам, піднімаючи бойовий дух наших воїнів у боротьбі з московським агресором.

## Громадська діяльність
Член Творчої спілки  Асоціація діячів естрадного мистецтва України.
Анатолій Демчук своїми сольними концертами допомагає донатами ЗСУ у війні по звільненню українських території від московського агресора..
Заступник Головного отамана Українського козацтва з питань мистецтва

## Нагороди і відзнаки
- У 1979 р. – лауреат Республіканського конкурсу гумору і сатири та лауреат Всесоюзного конкурсу артистів естради.
- У 1995 р. - присвоєно почесне звання «Заслужений артист України».
- У 1997–2004 рр.  – неодноразово відзначений «Подякою Президента України».
- У 1997 р. – лауреат літературної премії ім. С. Олійника.
- У 2011 р. – присвоєно почесне звання «Заслужений діяч естрадного мистецтва України» Творчої спілки  Асоціація діячів естрадного мистецтва України.
- У 2013 р. – присвоєно почесне звання «Народний артист України».
- У 2015 р. – нагороджений медаллю «За доброчинність» Міжнародного доброчинного фонду УКРАЇНСЬКА ХАТА
- У 2017 році – нагороджено «Орденом  Івана Богуна» Українського козацтва та присвоєно звання «Генерал-хорунжий Українського козацтва».
- У 2023 році - нагороджено орденом «Велика Зірка Георгія Переможця» та присвоєно звання  "Генерал-осавул Українського козацтва"
- У 2023  році - присвоєно почесне звання Народний Герой України (14 липня 2023 р. Посвідчення  № 326)
- За патріотизм, високу громадську позицію, активну участь у волонтерському русі народний артист України Анатолій Демчук був неодноразово нагороджений грамотами і подяками від захисників України під час російсько-української війни. Серед них: Генерал-майор Анатолій Казмірчук «Центральний військовий госпіталь», Командир другого самохідного артилерійського дивізіону бригадної артилерійської групи 72 окремої механізовано бригади імені «Чорних запорожців» полковником О.Кобзаренко та інші.

## Галерея

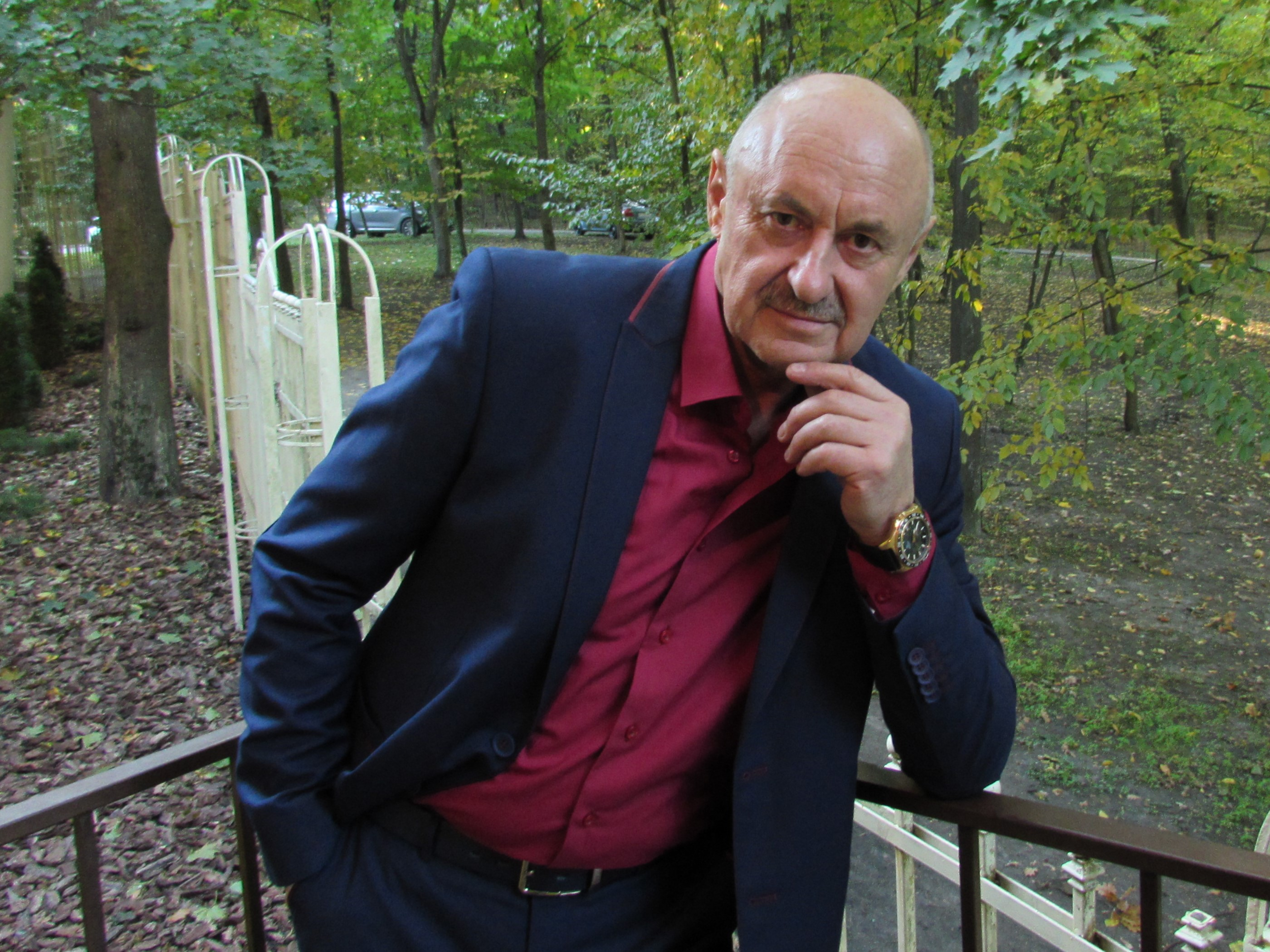
На ХХ Всеукраїнському фестивалі сучасного романсу "Осіннє рандеву", Буча, 2021
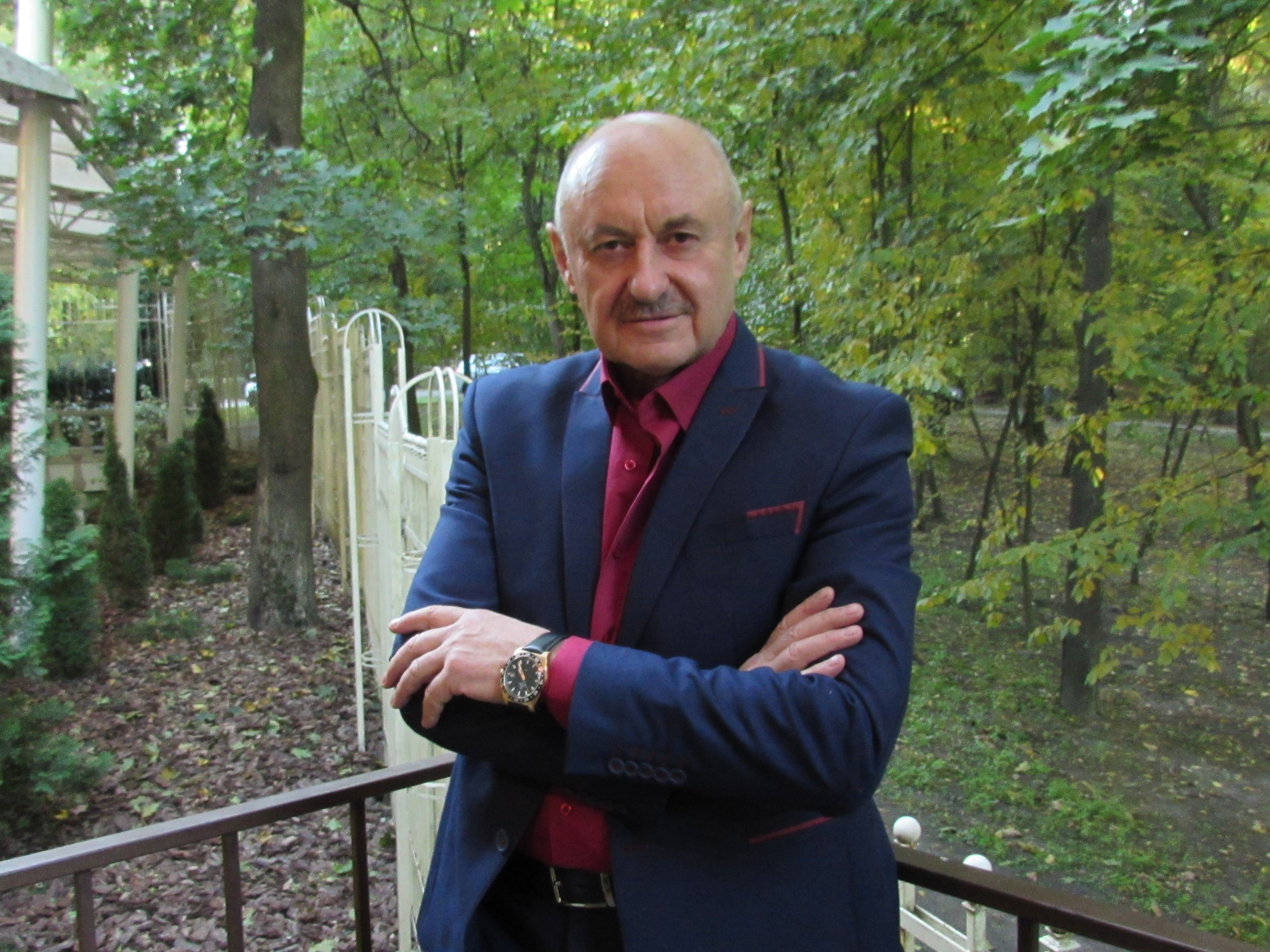
На ХХ Всеукраїнському фестивалі сучасного романсу "Осіннє рандеву", Буча, 2021
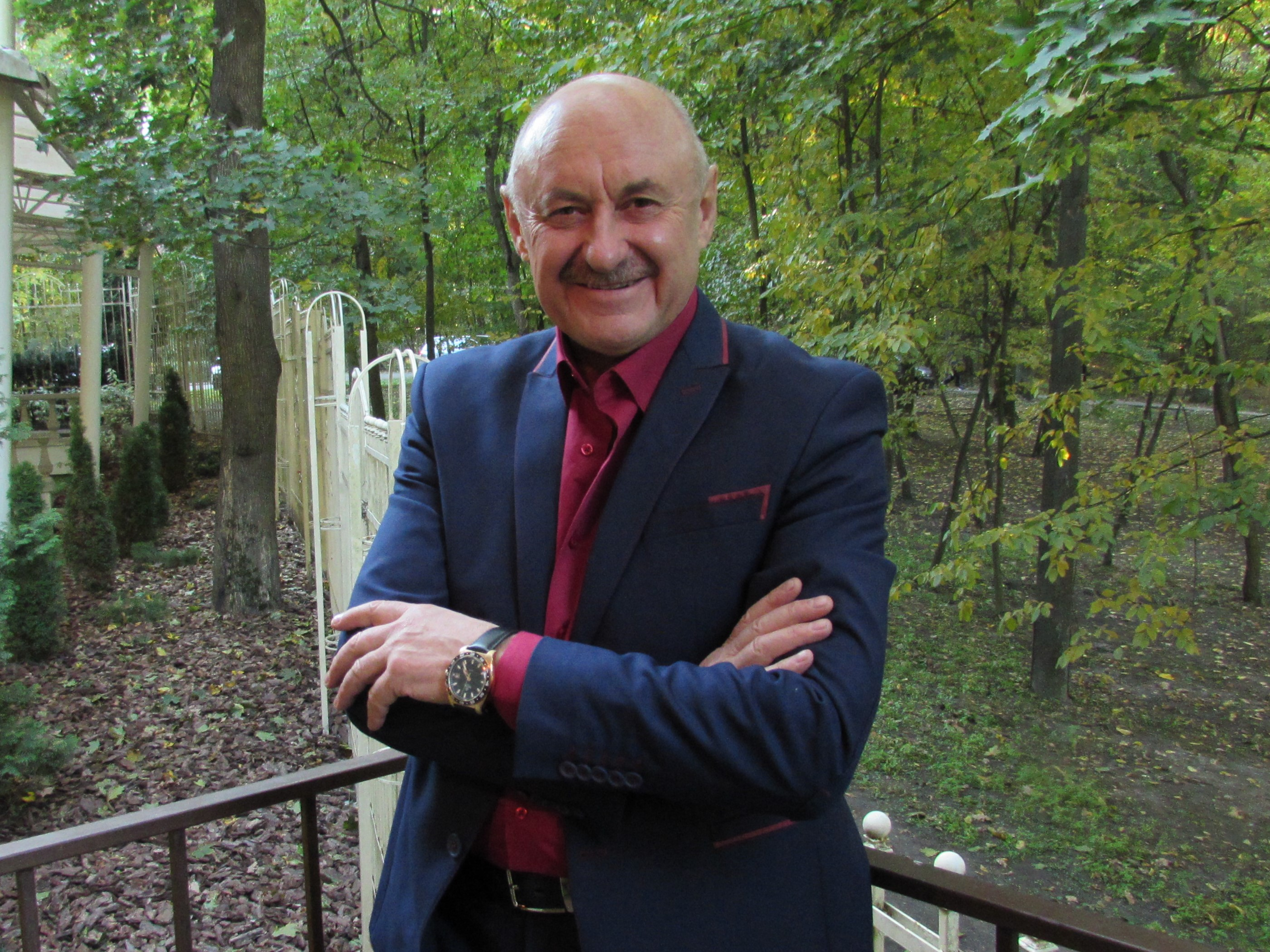
На ХХ Всеукраїнському фестивалі сучасного романсу "Осіннє рандеву", Буча, 2021
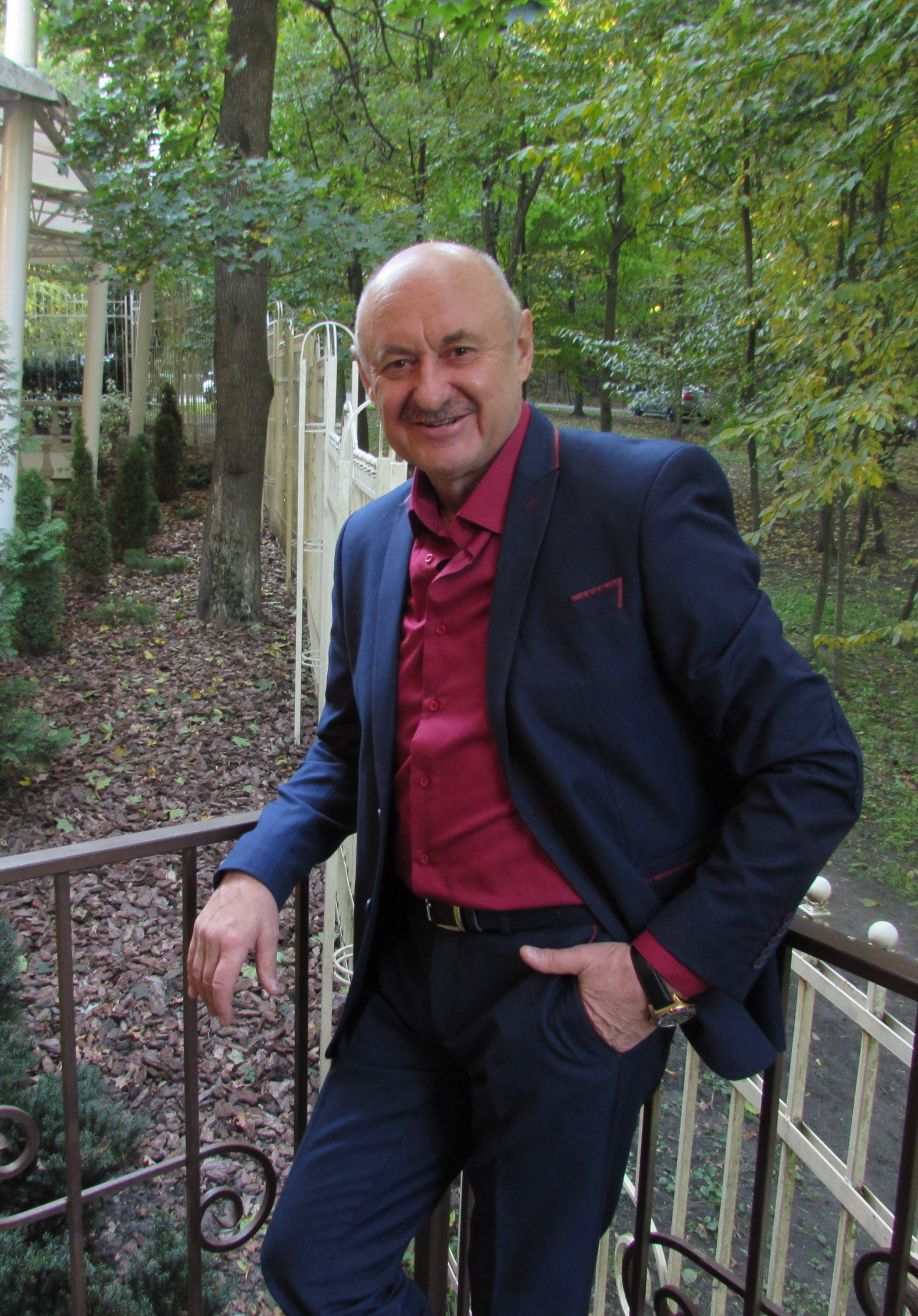
На ХХ Всеукраїнському фестивалі сучасного романсу "Осіннє рандеву", Буча, 2021